# Arena rock
Arena rock (také stadium rock, corporate rock, pomp rock, anthem rock, nebo zkratkou AOR) je jeden z podžánrů rockové hudby, pro nějž jsou typické mamutí koncerty na velkých stadionech a areálech, doprovázené pompézními zvukovými a světelnými efekty, videoprojekcemi apod. Jeho představiteli jsou z podstaty věci jen velmi úspěšné kapely, které takové prostory dokážou zaplnit publikem. Typickými rockovými styly pro arena rock jsou zejména Hard rock, Heavy metal a Pop rock.
Arena rock a jeho synonyma jsou často používány v pejorativním smyslu, pro označení bezduché komerční hudby zaměřené na masovou popularitu.[zdroj⁠?!]
Americký časopis The Village Voice zařadil v roce 2013 mezi 5 nejlepších písní tohoto žánru „Promises in the Dark“ (Pat Benatar), „Don't Stop Believin'“ (Journey), „Double Vision“ (Foreigner), „Take It On the Run“ (REO Speedwagon) a double A singl „We Will Rock You“/„We Are the Champions“ (Queen).

## Představitelé
- AC/DC
- Aerosmith
- Asia
- Billy Joel
- Black Sabbath
- Bon Jovi
- Boston
- Cheap Trick
- Deep Purple
- Eagles
- ELO
- Fleetwood Mac
- Foreigner
- Ghost
- Guns N' Roses
- Joe Lynn Turner
- Journey
- Judas Priest
- Kabát
- Kansas
- Kiss
- Led Zeppelin
- Metallica
- Night Ranger
- Peter Frampton
- Pink Floyd
- The Police
- Queen
- REO Speedwagon
- Rod Stewart
- Rush
- Scorpions
- Styx
- Toto
- Van Halen
- Yes